# 明末：渊虚之羽
《明末：渊虚之羽》是一款由灵泽科技开发、505游戏发行的魂系動作角色扮演遊戲，于2025年7月24日在PlayStation 5、Windows和Xbox Series X/S平台发行。游戏设定在明朝末年战事四起的蜀地，主角是一位名为白无常的女侠。

## 游戏玩法
《明末：渊虚之羽》是一款魂系動作角色扮演遊戲，以第三人称视角游玩。玩家操控女侠白无常，使用多种武器作战。战斗系统围绕一种叫做“须羽”的资源展开，允许玩家释放与所装备武器相关的武器技能，以及与武器类型对应的流派技能。
游戏中共有25种独特武器，分属五大武器类型，各具战斗风格，可作为主武器或副武器装备。此外，玩家还可选择40种不同的法术，并将其配置到四个法术槽中。法术既可融入武器连招，也可主打纯法术流玩法。
当玩家击杀人形敌人或者被敌人击杀，其“心魔”会不断积累并在颈后显现出发光印记，强化角色能力的同时也增加所受伤害。若在角色死亡时印记仍处于激活状态，心魔将变为敌对形态，并在角色死亡地点出现，以玩家自身的造型和所装备武器、法术及道具与玩家或敌人战斗。
主角还可从敌人身上获取各种服饰及护甲，其外观会依据所属敌人的特点进行设计。
游戏世界由多个相互连通的区域构成，玩家可无缝切换，但初期部分区域需解锁才能进入。世界中分布着众多可交互的非玩家角色，他们可能会提供支线任务。祭坛是存档与复活点，角色死亡后会在最近的祭坛复活。游戏拥有多重结局，其走向会受到支线任务完成情况的影响。

## 剧情

### 设定
《明末：渊虚之羽》的故事发生在明朝末年战火與屠殺頻發的蜀地。游戏共有五个章节。2025年2月发布的預告講的是以杜宇和鳖灵为首的羽人族之间的神话战争，时间设定在游戏事件发生之前。

## 开发
《明末：渊虚之羽》是一款由灵泽科技开发、505游戏发行的游戏，基于虚幻引擎5制作。游戏的灵感来源于古蜀文明，基于三星堆遗址、金沙遗址等真实历史遗址，结合了《蜀王本纪》、《锦瑟》、《山海经》等文学作品中描绘的历史或神话元素。遊戲為了避嫌，敵對角色不含有清軍。
制作人夏思源指出，《黑神话：悟空》的成功为工作室未来发展提供了积极信号，也验证了市场潜力，证明了他们开发《明末：渊虚之羽》的决策是正确的。
8月12日《明末：渊虚之羽》进行了1.5版本大更新，针对部分玩家提出的受击倒地起身速度慢、喝药回血速度慢、电梯速度过慢、部分地图地雷伤害过高、部分敌人韧性过高、部分地形的敌人放置导致游戏体验降低、剧情容易引起歧义、优化差等问题进行了优化。

## 发行
《明末：渊虚之羽》计划于2025年7月24日在PC（Windows）、PlayStation 5和Xbox Series X/S平台发行，并为订阅服务Xbox Game Pass的首发游戏。
2021年9月17日，灵泽科技于哔哩哔哩举办的高能电玩节上，以实机展示的形式首次公开了该作。当时游戏已开发了约一年半 。
在2024年6月9日的Xbox开发者直面会上，灵泽科技和505游戏发布了一段预告片，宣布游戏的发行时间为2025年。2025年3月，官方确认游戏将于夏季发售。4月29日，发售日期确定为2025年7月24日，并开启预售。预购可获得“黑白无常套装包”，其中包括两套服装、一把武器和一个技能升级道具。游戏的豪华版包括游戏本体、四套服装、四把武器和一个技能升级道具。
本作Xbox Series X/S版由上海百家合信息技术发展有限公司（E-Home Entertainment Development Co., Ltd）负责在大中华地区的发行（不含中国大陆），上海百家合由东方明珠新媒体股份有限公司与微软共同出资成立，这一消息在旗下微博账号“Xbox游戏精选”对外宣布；PlayStation 5版在亚洲地区的发行（不含中国大陆与日本）则由台湾杰仕登股份有限公司（Justdan International Co., Ltd.）负责。

## 评价
| 汇总媒体             | 得分                              |
| -------------------- | --------------------------------- |
| Metacritic           | PC: 76/10 PS5: 75/100 XBX: 83/100 |
| OpenCritic（推荐率） | 71% 推薦                          |

《明末：渊虚之羽》在UCG游戏大赏2024中获提名最受期待游戏，并获得年度惊喜奖。
遊戲2025年4月29日開啟預售後，連續12週登頂中國大陸區Steam暢銷榜。游戏发售后，在Steam獲得“多半差评”，其中差評以簡體中文評論為主。批評主要集中在优化差，定價存在價格歧視，预购奖励发放错误。部分玩家則認為官方宣傳上暗示該作是「反清复明」主題，而實際作品中並沒有清軍，是虛假宣傳。次日，官方发布了致歉公告，承認優化、价格和預購獎勵錯發問題。發售5日後，Steam評論轉為「褒贬不一」。《明末：渊虚之羽》遭遇負評轟炸後，玩家尋找同類替代品。讓早年發售的同類型魂系遊戲《嗜血印》重新獲得關注，同期《嗜血印》登上中國大陸區Steam暢銷榜，《无限机兵》和《黑神话：悟空》在Steam的正面評價也同期增加。以明末歷史為背景的互动电影游戏《伐定天下》也隨著輿論改名為《明末：伐定天下》，出品人陈旻更不點名批評《明末：渊虚之羽》「做不到尊重历史、分辨是非、明辨善恶」。